# Реннерод
Реннерод (нем. Rennerod) — город в Германии, в земле Рейнланд-Пфальц. 
Входит в состав района Вестервальд. Подчиняется управлению Реннерод.  Население составляет 3767 человек (на 31 декабря 2010 года). Занимает площадь 18,14 км². Официальный код  —  07 1 43 286.